# 沃尔特 (石勒苏益格-荷尔斯泰因州)
沃尔特是德国石勒苏益格－荷尔斯泰因州的一个市镇。总面积6.07平方公里，总人口159人，其中男性75人，女性84人（2011年12月31日），人口密度26人/平方公里。